# Parafia Matki Bożej Królowej Polski w Runowie Pomorskim
Parafia pw. Matki Bożej Królowej Polski w Runowie Pomorskim – parafia rzymskokatolicka należąca do dekanatu Łobez, archidiecezji szczecińsko-kamieńskiej, metropolii szczecińsko-kamieńskiej. W parafii posługują księża archidiecezjalni. Według stanu na wrzesień 2018 proboszczem parafii był ks. Robert Żołnierzów. 

## Miejsca święte

### Kościół parafialny
Kościół Matki Bożej Królowej Polski w Runowie Pomorskim

### Kościoły filialne i kaplice
- Kaplica Miłosierdzia Bożego w Dłusku[1]
- Kościół św. Karola Boromeusza w Winnikach[1]